# Liste der Kellergassen in Erlauf (Gemeinde)
Die Liste der Kellergassen in Erlauf führt die Kellergassen in der niederösterreichischen Gemeinde Erlauf an.
| Foto |                 | Kellergasse       | Standort                          | Beschreibung |
| ---- | --------------- | ----------------- | --------------------------------- | --- |
| ja   | Datei hochladen | Kellerhäuser      | KG: Steinwand, Harlanden Standort | Die Kellergasse ist eine beidseitige Einzelkellergasse in Grabenlage. Sie besteht aus 15 Gebäuden und hat eine Länge von 200 Metern. Eine Straßenseite der hart an der Grenze zur Nachbargemeinde Pöchlarn befindlichen Kellergasse liegt auf dem Gebiet der Katastralgemeinde Steinwand, die andere Straßenseite auf dem Gebiet der Katastralgemeinde Harlanden. |
| ja   | Datei hochladen | Obere Kellergasse | KG: Harlanden Standort            | Die Kellergasse ist eine einseitige Einzelkellergasse an einer Geländekante. Sie besteht aus 15 Gebäuden und hat eine Länge von 180 Metern. |

| Foto:                    | Fotografie der Kellergasse (Gesamtheit). Klicken des Fotos erzeugt eine vergrößerte Ansicht. Daneben finden sich zwei Symbole: \| Weitere Bilder vorhanden \| Das Symbol bedeutet, dass weitere Fotos des Objekts verfügbar sind. Durch Klicken des Symbols werden sie angezeigt. \| \| Eigenes Foto hochladen \| Durch Klicken des Symbols können weitere Fotos des Objekts in das Medienarchiv Wikimedia Commons hochgeladen werden. \| |
| Name:                    | Bezeichnung der Kellergasse |
| Standort:                | Es ist die Katastralgemeinde (KG) angegeben. Durch Aufruf des Links Standort wird die Lage der Kellergasse in verschiedenen Kartenprojekten angezeigt. |
| Beschreibung             | Kurze Beschreibung der Kellergasse |
| Weitere Bilder vorhanden | Das Symbol bedeutet, dass weitere Fotos des Objekts verfügbar sind. Durch Klicken des Symbols werden sie angezeigt. |
| Eigenes Foto hochladen   | Durch Klicken des Symbols können weitere Fotos des Objekts in das Medienarchiv Wikimedia Commons hochgeladen werden. |